# Myotis ater
Myotis ater (Peters, 1866) è un pipistrello della famiglia dei Vespertilionidi diffuso nell'Ecozona orientale.

## Descrizione

### Dimensioni
Pipistrello di piccole dimensioni, con la lunghezza totale tra 81 e 92 mm, la lunghezza dell'avambraccio tra 34 e 39 mm, la lunghezza della coda tra 43 e 48 mm, la lunghezza del piede tra 6,5 e 7,5 mm, la lunghezza delle orecchie di 13,5 mm e un peso fino a 8 g.

### Aspetto
Le parti dorsali sono marroni scure, con le punte dei peli leggermente più chiare, mentre le parti ventrali sono marrone scuro con la punta dei peli giallo-brunastra, solitamente con una macchia bruno-dorata al centro dell'addome. Le orecchie sono lunghe. Il trago è lungo, sottile e con la punta smussata. Le ali sono attaccate posteriormente alla base delle dita dei piedi, i quali sono piccoli. La lunga coda è inclusa completamente nell'ampio uropatagio. I secondi premolari superiori e inferiori sono molto piccoli e disposti all'interno della linea alveolare, in maniera tale che il primo ed il terzo premolare entrano in contatto tra loro. Il cariotipo è 2n=44 Fna=50.

## Biologia

### Alimentazione
Si nutre di insetti catturati vicino corsi d'acqua.

## Distribuzione e habitat
Questa specie è diffusa nell'Ecozona orientale, dal vietnam alle isole Molucche e le Filippine, attraverso Siberut, Borneo e Sulawesi.
Vive nelle foreste secondarie e nelle zone agricole fino a 1.000 metri di altitudine.

## Tassonomia
Sono state riconosciute 2 sottospecie:
- M.a.ater: Vietnam, Thailandia centro-occidentale, Penisola malese, Siberut, Sulawesi, Peleng, Isole Sula: Sanana; Isole Molucche: Halmahera, Bacan, Buru, Ambon, Seram;
- M.a.nugax (G. M. Allen & Coolidge, 1940): Isole Filippine: Culion, Luzon e probabilmente anche Mindanao; Borneo settentrionale.

## Conservazione
La IUCN Red List, considerato il vasto areale, la popolazione presumibilmente numerosa, la presenza in diverse aree protette e la tolleranza alle modifiche ambientali, classifica M.ater come specie a rischio minimo (Least Concern)).